# Erdőd (Románia)
Erdőd (románul Ardud, németül Erdeed) kisváros Romániában, a Partiumban, Szatmár megyében.

## Fekvése
Szatmárnémetitől 17 km-re délre fekszik.

## Története

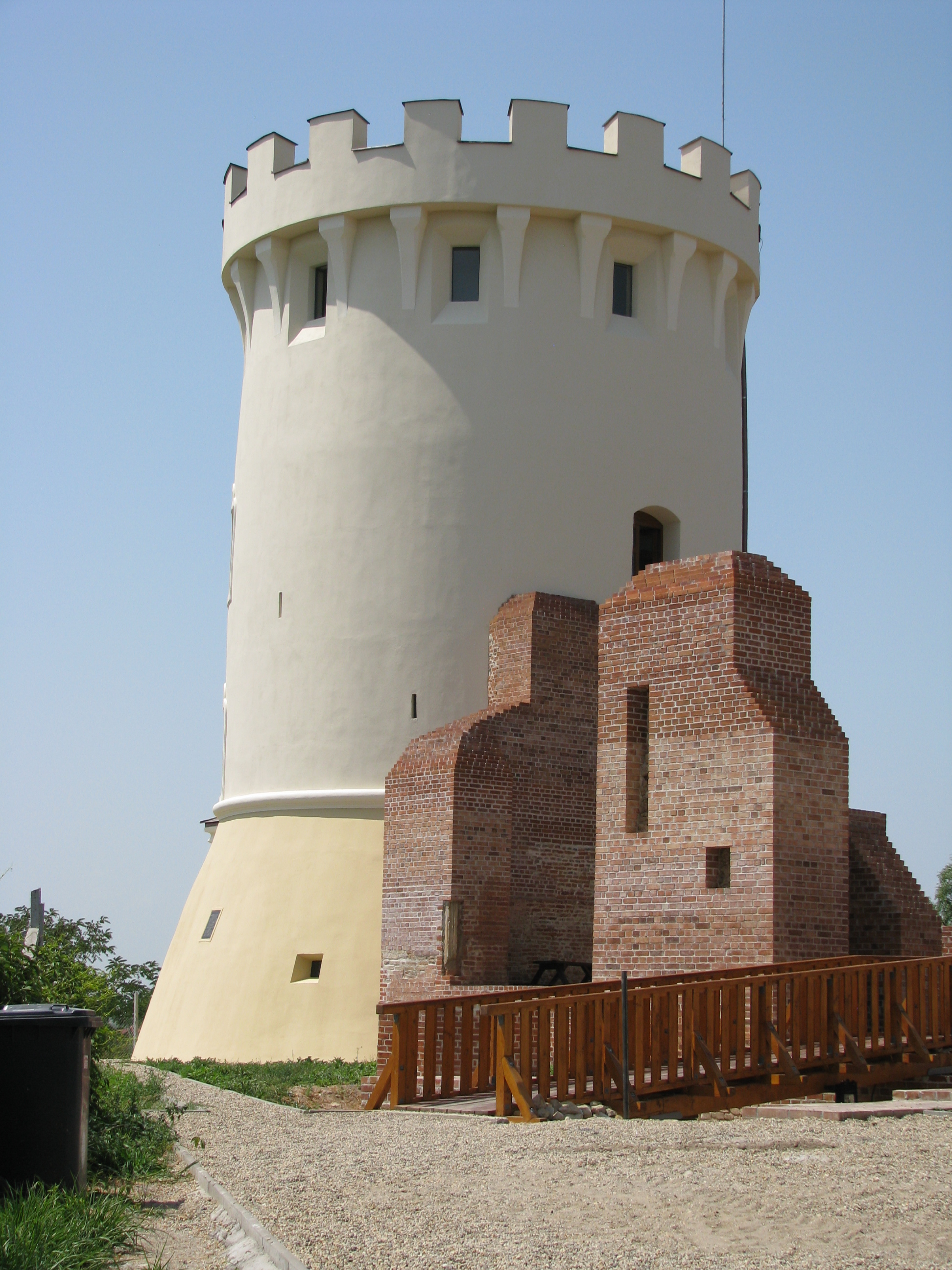
Az erdődi vár (Károlyi-kastély) tornya

1215-ben Herdeud néven említik először. Egykori várát Drágffy Bertalan építtette 1481-ben. 1545-ben itt fogalmazták meg a protestánsok hitvallásukat 12 cikkelyben, 1555-ben újabb zsinatot tartottak itt. 1565-ben János Zsigmond megostromolta és leromboltatta.
1727 és 1730 között Károlyi Sándor a romok felhasználásával építette fel várkastélyát. 1847. szeptember 8-án Petőfi Sándor itt kötött házasságot Szendrey Júliával. A várkastély a második világháborúban elpusztult, ma csak romjai láthatók. 1910-ben 3602 lakosából 3434 magyar és 133 román volt. A trianoni békeszerződésig Szatmár vármegye Erdődi járásának székhelye volt.
2004-ben nyilvánították várossá.

## Népesség
Társtelepüléseivel együtt 2011-ben 6231 lakosából 3480 volt román és 2284 magyar anyanyelvű, ugyanez a mutató az 1992-es népszámlálásnál 6572 lakosból 4398 román és 2053 magyar. A magyarság arányának közelmúltbeli növekedése a magyar nyelvű cigányok számának gyarapodásához köthető a románság gyors ütemű fogyása mellett.
1992-ben társtelepüléseivel együtt 6572 lakosából 4379 fő román, 1011 magyar (15,38%), 935 német és 247 cigány etnikumúnak vallotta magát. 2011-ben 6231 lakosából 3449 volt román, 1092 magyar, 956 cigány és 279 német etnikumú.
A 2002-es népszámláláskor Erdőd város társtelepülések nélküli 4219 lakosa közül 2082 fő (49,3%) román, 1161 (27,5%) magyar, 591 (14,0%) cigány, 373 (8,8%) német, 9 (0,2%) ukrán és 3 ismeretlen nemzetiségű volt.
A 2011-es népszámláláskor 4070 lakosa közül 1716 román, 987 magyar, 803 cigány és 248 német etnikumú volt. Mivel a magukat cigány illetve német nemzetiségűnek valló polgárok túlnyomórészt magyar anyanyelvűek a társtelepülések nélküli városban a magyar anyanyelvűek vannak többségben.

## Nevezetességei
- Az erdődi vár 1481-ben, Drágffy Bertalan parancsára épült fel. Az erőd köveiből húzta fel négytornyos barokk várkastélyát gróf Károlyi Sándor. A várkastély kápolnájában tartotta esküvőjét Petőfi Sándor Szendrey Júliával, 1847. szeptember 8-án.

## Híres emberek
- Itt született 1442-ben Bakócz Tamás esztergomi érsek.
- Itt született 1851. május 24-én Bartók Lajos költő, író.
- Itt hunyt el 1743. szeptember 8-án gróf Károlyi Sándor kuruc, majd császári generális, Szatmár vármegye főispánja.
- Itt született 1903. június 13-án Farkas Endre magyar színművész.
- Itt született 1906. június 26-án Mészáros János magyar katolikus pap, magyar költő.
- Itt született 1921. december 23-án Nagy Lajos geológus, geológiai szakíró.
- Itt született 1928. június 10-én Czier Antal mezőgazdasági szakíró.

## Testvértelepülései
- Trévoux, Franciaország (1990)
- La Martyre, Franciaország (1992)
- Szakoly, Magyarország (2004)
- Napkor, Magyarország (2005)
- Nagybereg, Ukrajna (2005)